# Найдштайн
Найдштайн — за́мок в Этцельванге, Бавария, Германия.

## Владельцы
19 июля 2006 года замок приобрёл актёр Николас Кейдж. Согласно журналу Bunte, он заплатил 2 миллиона евро. В марте 2009 года Кейдж продал замок адвокату Конраду Вильфурту из Амберга.